# Habenaria silvatica
Habenaria silvatica är en orkidéart som beskrevs av Rudolf Schlechter. Habenaria silvatica ingår i släktet Habenaria och familjen orkidéer. Inga underarter finns listade i Catalogue of Life.